# Clarke River (Burdekin River)
Der Clarke River ist ein Fluss im Osten des australischen Bundesstaates Queensland.

## Geographie

### Flusslauf
Der Fluss entspringt südlich der Siedlung Fig Tree Spring und fließt nach Ost-Nordost. Bei der Siedlung Clarke River an der Gregory Developmental Road mündet er in den Burdekin River.

### Nebenflüsse mit Mündungshöhen
- Redbed Creek – 700 m
- Nigger Creek – 681 m
- Shelly Creek – 670 m
- Plumtree Creek – 601 m
- Gregory River – 595 m
- Brandy Creek – 531 m
- Broken River – 455 m
- Yates Creek – 453 m
- Cattle Creek – 433 m
- Keppel Creek – 427 m
- Twelve Mile Creek – 419 m
- Glenmiddle Creek – 418 m
- Keppel Creek – 384 m
- Gill Creek – 362 m
- Maryvale Creek – 357 m[1]